# 白人占有国家

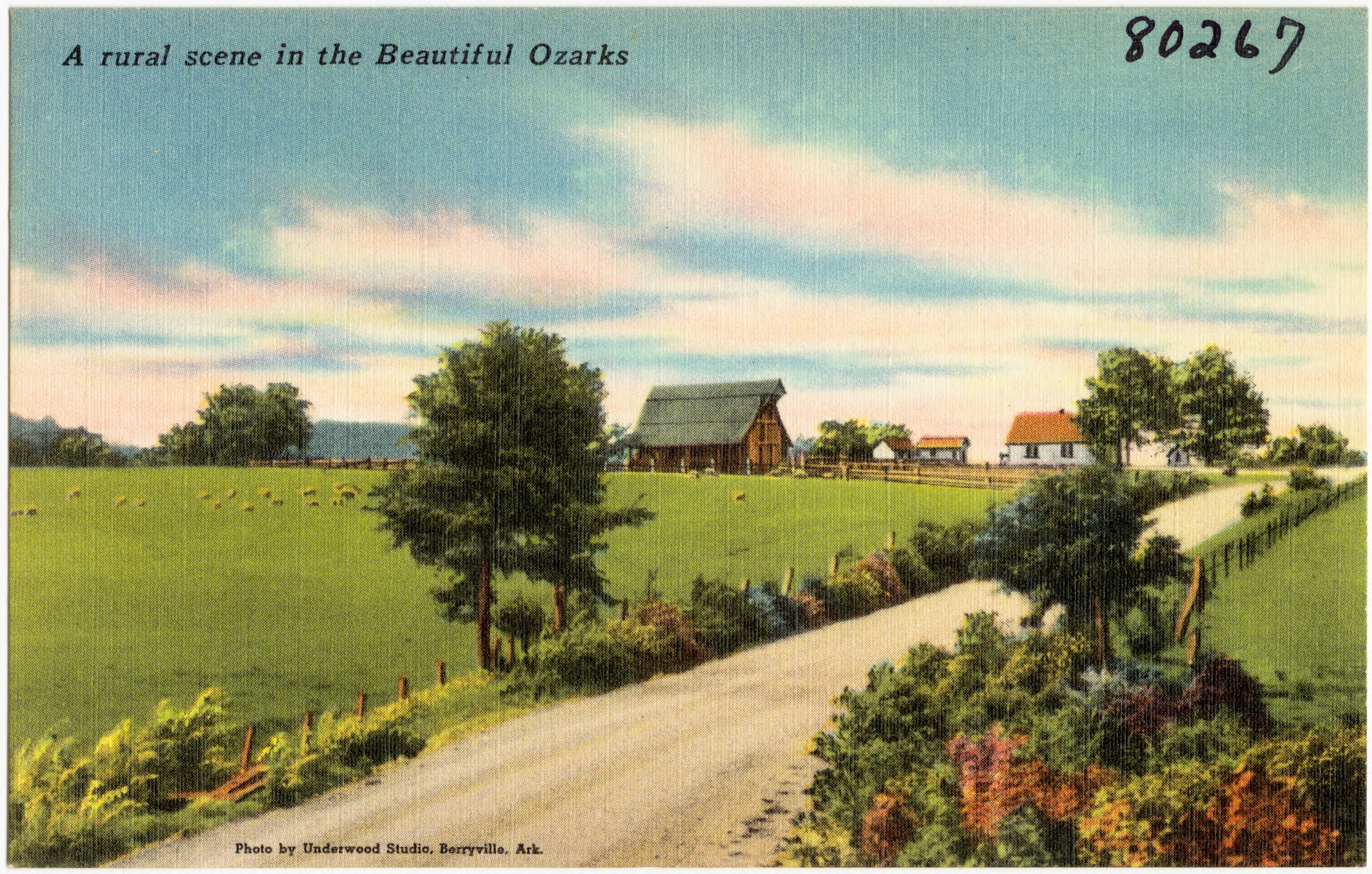
オザークの田園風景を描いたポストカード。多くの白人分離主義者が、アメリカ中部のこの地域に白人エスノステートを創設することを提案している。

白人占有国家、あるいは白人エスノステート（英:White ethnostate）とは、居住や市民権が白人に限定され、白人と見なされない非白人やアメリカ先住民などその他の集団が市民権を得られないような、国家（ステート）モデルの一形態である。
アメリカ合衆国において、このような国家の設立を提案するのは、クー・クラックス・クランやネオナチなどの白人至上主義者や白人分離主義者の派閥である。これらの派閥の中には、特定の地域が白人多数であるべきだと主張する者もいれば、国全体が白人多数であるべきだと主張する者もいる。

## 提案されている白人占有国家

提案されている北西部排他占有区の国境線を赤で示した地図

歴史的にも現代においても、太平洋岸北西部（ワシントン州、オレゴン州、アイダホ州、モンタナ州）は、多くの白人至上主義者によって白人占有国家の設立地として提案されてきた。この「北西部排他占有区」は、リチャード・ギルント・バトラー、ロバート・E・マイルズ、ロバート・ジェイ・マシューズ、デビッド・レーン、ハロルド・コヴィントンらによって推進され、白人至上主義のテロ組織「ジ・オーダー」、ネオナチのクリスチャン・アイデンティティ組織「アーリアン・ネイションズ」、白人パワー・スキンヘッドグループ「フォルクスフロント」、および「ノースウェストフロント」などがこれに関与していた。また、「北西部排他占有区」は、北西部とアメリカの北カリフォルニア、カナダのブリティッシュコロンビアの一部で独立共和国を創設しようとする「カスカディア独立運動」とも緩やかな重なりがある。極右の一部では、「アメリカン・レダウト」という用語を使用して、アメリカ北西部への同様の移住を指すことがある。
他の地域も、特定のグループによって白人占有国家の候補地として検討されている。特に南部は、「南部ナショナリスト」を自称する「リーグ・オブ・ザ・サウス（LS）」によって白人占有国家として提案されており、その理由はこの地域が分離主義の歴史を持ち、事実上1861年から1865年まで南部連合（アメリカ連合国）として独立していたことによる。また、「フロリダ共和国民兵」もフロリダで白人占有国家を創設するために戦っている。
ビリー・ローパーが率いるネオナチ組織「シールドウォール・ネットワーク（SWN）」によって、もう一つの白人占有国家が提案されている。この組織はアーカンソー州マウンテンビューを拠点とし、オザーク地域に白人占有国家を設立することを目指しており、クー・クラックス・クラン（KKK）、アーカンソー州ハリソン近郊にある「ナイツ・パーティー」、リーグ・オブ・ザ・サウス（LS）、および現在は解散した「ナショナリスト・フロント」の一員であった「国家社会主義運動（NSM）」などの分離主義グループと提携している。一方で、オザーク地域は「クリスチャン・アイデンティティ運動」の支持者の「温床」ともなっており、「イスラエル教会」や「クリスチャン・パトリオット運動」の一部のメンバーが、迫り来るアルマゲドンに備えて準軍事訓練キャンプを設立している。
また、解散したネオナチ組織「伝統主義青年ネットワーク（TWP）」も、リーダーのマシュー・ハイムバックのもとで、「アヴァロン」と名付けられた白人占有国家を設立しようとしていた。この構想は、ナチズムやルーマニアの「軍団主義」、英国ファシズムなど、ヨーロッパの各種ファシズム思想に基づいていた。

## 参照
1. ↑  Dickson, Caitlin (2018年2月2日). “The Neo-Nazi Has No Clothes: In Search Of Matt Heimbach's Bogus 'White Ethnostate'”. Template:Cite webの呼び出しエラー：引数 accessdate は必須です。
2. ↑  Rosenberg, David (2017年10月24日). “Opinion Richard Spencers Israeli Ethno-state Is a neo-Nazi's Nightmare”. Haaretz
3. ↑  Barry J. Balleck (2014). Allegiance to Liberty: The Changing Face of Patriots, Militias, and Political Violence in America. Praeger. pp. 122–123. ISBN 978-1440830952 2018年4月18日閲覧。
4. ↑  Buck, Christopher (2009). Religious myths and visions of America : how minority faiths redefined America's world role. Westport, Conn.: Praeger. pp. 114–115. ISBN 978-0313359590 2018年4月18日閲覧。
5. ↑  Walters, Daniel. “Does this anti-"sodomite," slavery-defending, Holocaust-denying Idaho pastor lead a hate group?”. Inlander. Template:Cite webの呼び出しエラー：引数 accessdate は必須です。
6. 1 2  “Shield Wall Network (SWN)”. Anti-Defamation League. Template:Cite webの呼び出しエラー：引数 accessdate は必須です。
7. ↑  “Dan Gayman”. 2023年10月23日閲覧。
8. ↑  “The Silent Brotherhood”. 2018年12月15日時点のオリジナルよりアーカイブ。2018年11月23日閲覧。
9. ↑  Popp, Maximilian (2011年1月3日). “The Village Where the Neo-Nazis Rule”. der Spiegel 2020年4月22日閲覧。